# جساءة انحناء

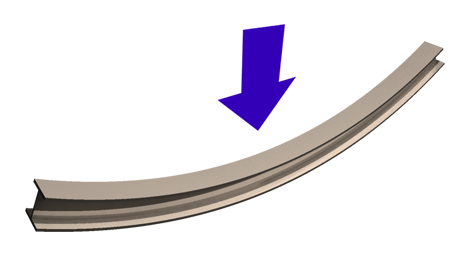

جساءة الانحناء ({\displaystyle K}) هي مقاومة عنصر إنشائي لتشوهات نتيجة الانحناء. هي معادلة تتكون من {\displaystyle E} معامل يونغ، {\displaystyle I} عزم القصور الذاتي لقطاع رأسي لكمرة حول محورها. يمكن إستنتاج من معادلة إنحناء عند تطبيق قوة:
{\displaystyle K={\frac {\mathrm {p} }{\mathrm {w} }}}
حيث {\displaystyle \mathrm {p} } هي القوة، و{\displaystyle \mathrm {w} } هي الانحناء.
يصبح العزم{\displaystyle M} نتيجة نظرية الكمرة مع {\displaystyle \kappa } وهو سكل المنحني:
{\displaystyle M=EI\kappa =EI{\frac {\mathrm {d} ^{2}w}{\mathrm {d} x^{2}}}}
حيث {\displaystyle w} هو الانحناء، {\displaystyle x} هي المسافة علي طول الكمرة.

## انظر ايضاً
- انحناء (ميكانيكا).